# Henri Dès
Henri Louis Destraz, beter bekend als Henri Dès (Renens, 14 december 1940), is een Zwitsers zanger.

## Biografie
Destraz verlaat op achttienjarige leeftijd de schoolbanken zonder diploma. Vanaf 1962 begint hij zich toe te spitsen op een muzikale carrière. In 1969 vertegenwoordigt hij zijn vaderland op het Sopotfestival. Met Maria Consuella wint hij het festival. Een jaar later waagt hij zijn kans in de Zwitserse preselectie voor het Eurovisiesongfestival. Met het nummer Retour wint hij de finale, waardoor hij Zwitserland mag vertegenwoordigen op het Eurovisiesongfestival 1970. Hij eindigt als vierde.
In de jaren nadien zou hij aan populariteit blijven winnen, vooral bij kinderen, toen hij zich vanaf 1977 ging toeleggen op kindermuziek. Tot op de dag van vandaag blijft hij populair in de Franstalige wereld. In zijn carrière won hij in totaal drie Victoires de la musique.
Henri Dès trouwde in 1964 met Mary-Josée Chastellain (1940-2017), en kreeg drie kinderen: Julien (die reeds na vijf dagen stierf), Pierrick en Camille.